# Димата, Ландри
Ландри Нани Димата (нидерл. Nany Landry Dimata; 1 сентября 1997, Мбужи-Майи, ДР Конго) — бельгийский футболист, нападающий турецкого клуба «Самсунспор».

## Клубная карьера
Прошёл академии трёх бельгийский клубов: «Брюсселя», «Монса» и «Стандарда». Является воспитанником последнего. В сезоне 2015/16 привлекался к тренировкам с основным составом, был в заявке на матчи, однако на поле так и не появился. В июле 2016 года подписал контракт с бельгийским клубом «Остенде», сумма трансфера по предположительным данным составила 600 тыс. евро.
31 июля 2016 года Димата дебютировал в бельгийском чемпионате в поединке против «Генка», выйдя в стартовом составе и будучи заменённым на 64-й минуте.